# Gänsegeier
Der Gänsegeier (Gyps fulvus) ist ein großer Vertreter der Altweltgeier (Aegypiinae); er ist durch seine Größe und die deutlich zweifarbigen Flügel in Europa kaum zu verwechseln. Das stark zersplitterte Verbreitungsgebiet umfasst große Teile der südwestlichen Paläarktis, nach Norden reicht das Areal bis in das südliche Mitteleuropa. Die Tiere ernähren sich zumindest in Europa fast ausschließlich von Aas größerer Nutztiere. Gänsegeier brüten in Kolonien in Felsen. Altvögel sind überwiegend Standvögel, juvenile und immature Gänsegeier sind Teilzieher und verbringen den Sommer meist abseits der Brutplätze in Gebieten mit reichem Nahrungsangebot. Die Art übersommert seit langer Zeit regelmäßig in den Alpen und fliegt – wohl vor allem bedingt durch eine starke Bestandszunahme in Südwesteuropa – in den letzten Jahren im Sommer verstärkt auch in das nördliche Mitteleuropa ein.

## Beschreibung
Der Gänsegeier zählt zu den großen Altweltgeiern. Die Körperlänge ausgewachsener Exemplare beträgt 93 bis 110 cm, die Spannweite 234 bis 269 cm. Die Tiere wiegen 6,2 bis 11,3 kg. Die Art zeigt keinen Geschlechtsdimorphismus bezüglich Färbung, Größe oder Gewicht. Drei in Italien und Salzburg erlegte Männchen wogen 6,2 bis 8,5 kg, fünf Weibchen 6,5 bis 8,3 kg, im Mittel 7,48 kg. Männchen aus Europa hatten Flügellängen von 68,4–73,5 cm, im Mittel 70,87 cm, Weibchen aus demselben Raum 69,0 bis 75,0 cm, im Mittel 70,77 cm.

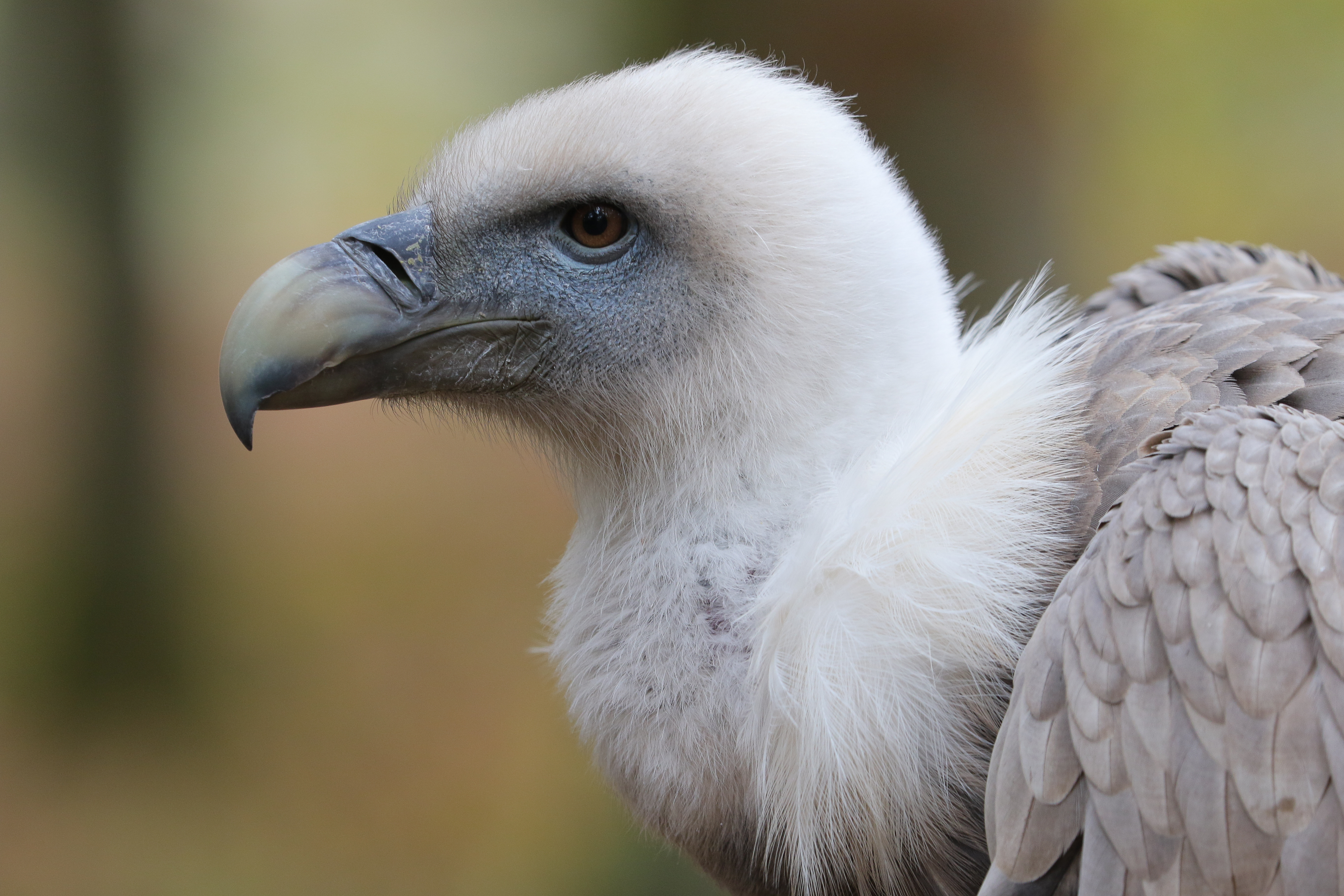
Gänsegeier (Porträt)

Dieser Geier ist deutlich zweifarbig. Rumpf, Beinbefiederung sowie die kleinen und mittleren Unter- und Oberflügeldecken sind bei adulten Vögeln blass braun bis hell rotbraun mit vor allem auf der Unterseite ausgeprägten hellbeigen Stricheln. Damit deutlich kontrastierend sind die Schwingen und die Steuerfedern fast einfarbig schwarzgrau. Die großen Oberflügeldecken und die Schirmfedern sind schwarzbraun und breit hellbraun gerandet, die hellbraunen Ränder bilden auf dem Oberflügel ein deutliches helles Band. Kopf und Hals sind dicht weiß bedunt, an Oberkopf und unterem Vorderhals oft mehr cremefarben. Die lockere, dicht flaumige Halskrause ist weiß. Der kräftige Schnabel ist gelblich hornfarben bis grüngelb und an der Basis blassgrau. Die Wachshaut sowie die unbefiederten Teile der Beine und die Zehen sind grau.

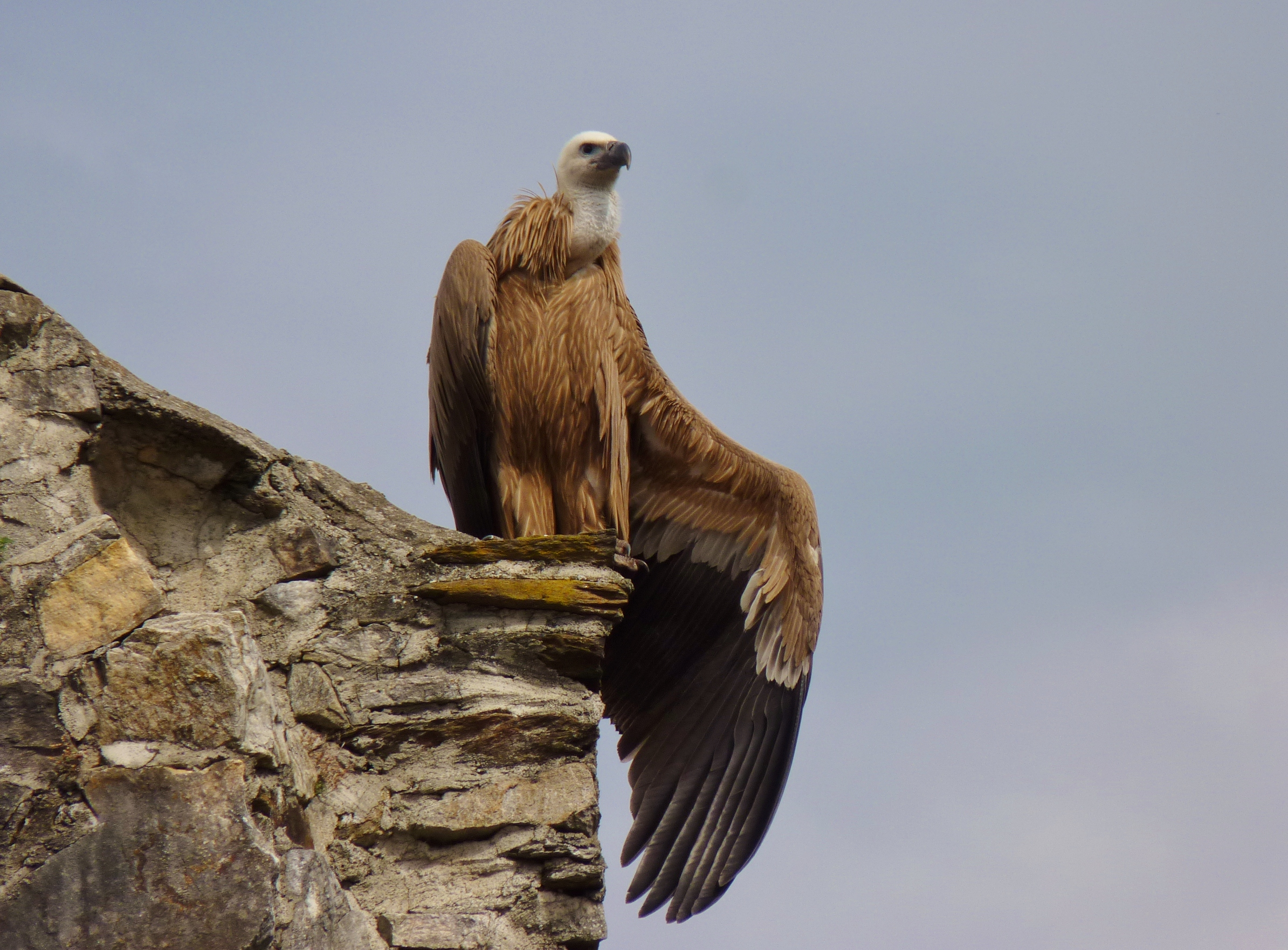
Gänsegeier im Jugendkleid, die braune Halskrause und der graue Schnabel sind gut erkennbar

Im Jugendkleid besteht die Halskrause aus schmal lanzettlichen, hellbraunen Federn. Der helle Rand der großen Oberflügeldecken ist nur undeutlich ausgebildet, so dass das helle Band auf den Oberflügeln nur sehr schwach ausgeprägt ist. Der Schnabel ist dunkel hornfarben. Gänsegeier sind im Alter von 6 bis 7 Jahren ausgefärbt.
Im Flug ist die Art in Europa durch die deutlich zweifarbigen Flügel, den dunklen, kurzen, gerundeten oder leicht keilförmigen Schwanz und den wenig auffallenden kleinen Kopf mit eingezogenem Hals kaum zu verwechseln. Die Vögel wirken auch im Flug sehr groß, diese Größe wird durch die gelegentlichen, sehr langsamen Flügelschläge noch betont. Beim Kreisen werden die Flügel ähnlich wie beim Steinadler leicht nach oben gehalten. Die Handschwingen sind tief gefingert. Die Armschwingen sind häufig länger als die inneren Handschwingen, so dass der Flügelhinterrand geschwungen ist und nicht gerade.

## Lautäußerungen
In den Kolonien und am Aas ist die Art recht stimmfreudig. Bei Auseinandersetzungen mit Artgenossen geben die Tiere rätschende oder heiser keckernde Rufe wie „tetetet“ oder „gegegeg“ von sich, zischen oder fauchen. Bei direkten Attacken rufen ranghohe Vögel harsch gänseartig „kak-kak“, rangniedere Vögel reagieren mit schluchzenden oder glucksenden Lauten. Der von kleinen Jungvögeln beim Betteln genutzte Ruf ist ein glucksendes Piepen, größere Nestlinge rufen gereiht „gagaga“.

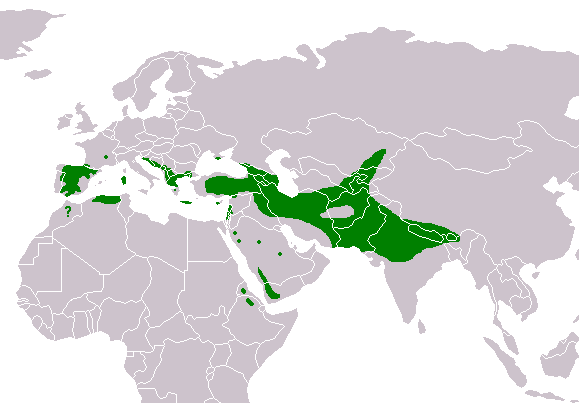
Das Verbreitungsgebiet des Gänsegeiers

## Verbreitung
Das stark zersplitterte Verbreitungsgebiet umfasst große Teile der südwestlichen Paläarktis, nach Norden reicht das Areal bis in das südliche Mitteleuropa. Der Gänsegeier kommt in Marokko und Algerien und in Europa auf der Iberischen Halbinsel (Nationalpark Monfragüe, Spanien, 800 geschätzte Paare), Sardinien, in Südfrankreich und nach Osten in weiten Teilen des Balkans vor. Weiterhin sind Teile der Arabischen Halbinsel besiedelt.
Mittlerweile gibt es in den Alpen mehrere erfolgreiche Wiederansiedelungsprojekte und Sichtungen im Friaul, Kärnten und Bayern.
Über die Verbreitung in Asien gibt es in der Literatur zum Teil widersprüchliche Angaben. Nach Ferguson-Lees & Christie erstreckt sich das Areal über den Nahen und Mittleren Osten und dann unter Aussparung der zentralasiatischen Hochgebirge nach Nordosten bis in den Südosten Kasachstans und nach Südosten über den Iran und Afghanistan über Pakistan und den Norden Indiens bis in das Flachland Nepals, möglicherweise auch noch bis Bhutan. Als unsicher und wahrscheinlich nur herumstreifende Gäste betreffend bezeichnen die Autoren das Vorkommen in Assam. Nach Glutz von Blotzheim und Bauer reicht das Areal der Art im Nordosten bis in den Nordwesten der Mongolei und im Südosten nur bis in den Südwesten Pakistans und in das nordindische Unionsterritorium Jammu und Kashmir.

## Lebensraum
Zur Brut und zur Rast werden senkrechte oder steile Felsklippen, Schluchten und ähnlich nutzbare Felsformationen benutzt, sehr gerne mit Überhängen. Die Nahrungssuche findet über einem weiten Spektrum überwiegend offener und trockener Landschaften statt, dazu zählen Steppen, Halbwüsten, Berghänge und Hochplateaus, aber auch landwirtschaftliche Flächen der Ebene. Die Art kommt in Höhen von 0 bis 3000 m vor; Nahrung suchende Gänsegeier wurden auch bis in 3500 m Höhe beobachtet.

## Systematik
Man unterscheidet neben der Nominatform eine weitere Unterart, Gyps fulvus fulvescens, die nach Ferguson-Lees & Christie in Ostpakistan, Nordindien und Nepal vorkommt und deren Gefieder blasser, aber insgesamt mehr rötlich als das der Nominatform ist. Nach einer molekulargenetischen Untersuchung ist diese Unterart jedoch näher mit dem Schneegeier als mit der Nominatform des Gänsegeiers verwandt und wäre daher zu dieser Art zu stellen. Nächster Verwandter und damit Schwestertaxon des Gänsegeiers ist nach dieser Untersuchung der im mittleren Afrika verbreitete Sperbergeier.

## Nahrungssuche und Ernährung
Gänsegeier suchen wie viele Vertreter der Gattung Gyps nach Nahrung, indem sie einzeln ausdauernd über der offenen Landschaft kreisen. Die Tiere fliegen morgens gemeinsam aus der Kolonie ab und entfernen sich dann bis zu 60 km von der Kolonie. Die Geier suchen direkt nach Aas auf dem Boden, aber auch indirekt durch die Beobachtung bodenlebender Raubtiere und vor allem durch die Beobachtung anderer aasfressender Vögel im Luftraum. Auf diese Weise sammeln sich an einem einmal entdeckten Kadaver immer mehr Geier, die jeweils das Niedergehen ihrer Artgenossen beobachtet haben.
Die Nahrung besteht ausschließlich aus frischem oder bereits verwesendem Aas, dabei werden vor allem die inneren Organe und der Mageninhalt sowie das Muskelfleisch von mittelgroßen bis großen Säugetieren gefressen. Zumindest in Europa verwerten Gänsegeier heute praktisch ausschließlich tote Haustiere; von Schafen und Ziegen bis hin zu Rindern und Pferden. Seltener werden auch kleinere Kadaver z. B. von Rehen, Hunden, Hasen, Füchsen und ähnlichen Tieren genutzt.
Am Aas müssen Gänsegeier größeren Raubtieren wie Wolf und Schakal sowie dem Mönchsgeier den Vortritt lassen, gegenüber allen anderen Aasfressern ist die Art dominant. Innerhalb der am Aas anwesenden Geier bildet sich ebenfalls bald eine Rangordnung aus. Das ranghöchste Tier zeigt dann einen Drohmarsch, bei dem es in aufrechter Haltung mit einem ausgeprägten Stechschritt zum Kadaver läuft, und hält damit alle Artgenossen vorerst auf Distanz. Bei noch geschlossenem Tierkörper reißt es dann meist erst die Bauchdecke auf, um mit dem langen Hals die inneren Organe zu erreichen. Oft werden hierzu aber auch natürliche Körperöffnungen erweitert, vor allem die Analöffnung. Wenn das ranghöchste Tier mit dem Kopf im Kadaver frisst, kommen auch die rangniederen Tiere zum Kadaver, der dann bald von einer Masse fressender Geier bedeckt ist. Die Tiere fressen gelegentlich so viel, dass sie Teile der Nahrung wieder herauswürgen müssen, um abfliegen zu können.
Vom Mai 2013 in den französischen Pyrenäen ist bekannt, dass die Leiche einer durch einen 300-m-Absturz getöteten Bergsteigerin binnen 2 Stunden offenbar von Gänsegeiern bis auf die Knochen aufgefressen worden ist. Als ein Rettungshubschrauber eintraf, wurden die über der Stelle kreisenden Vögel und ihre Spuren im Schnee rundum gefunden. Schon 2012 gab es einen ähnlichen Fall in den Pyrenäen. Eine Vogelexpertin erklärte, dass Gänsegeier Verletzte nicht angreifen würden.

## Fortpflanzung

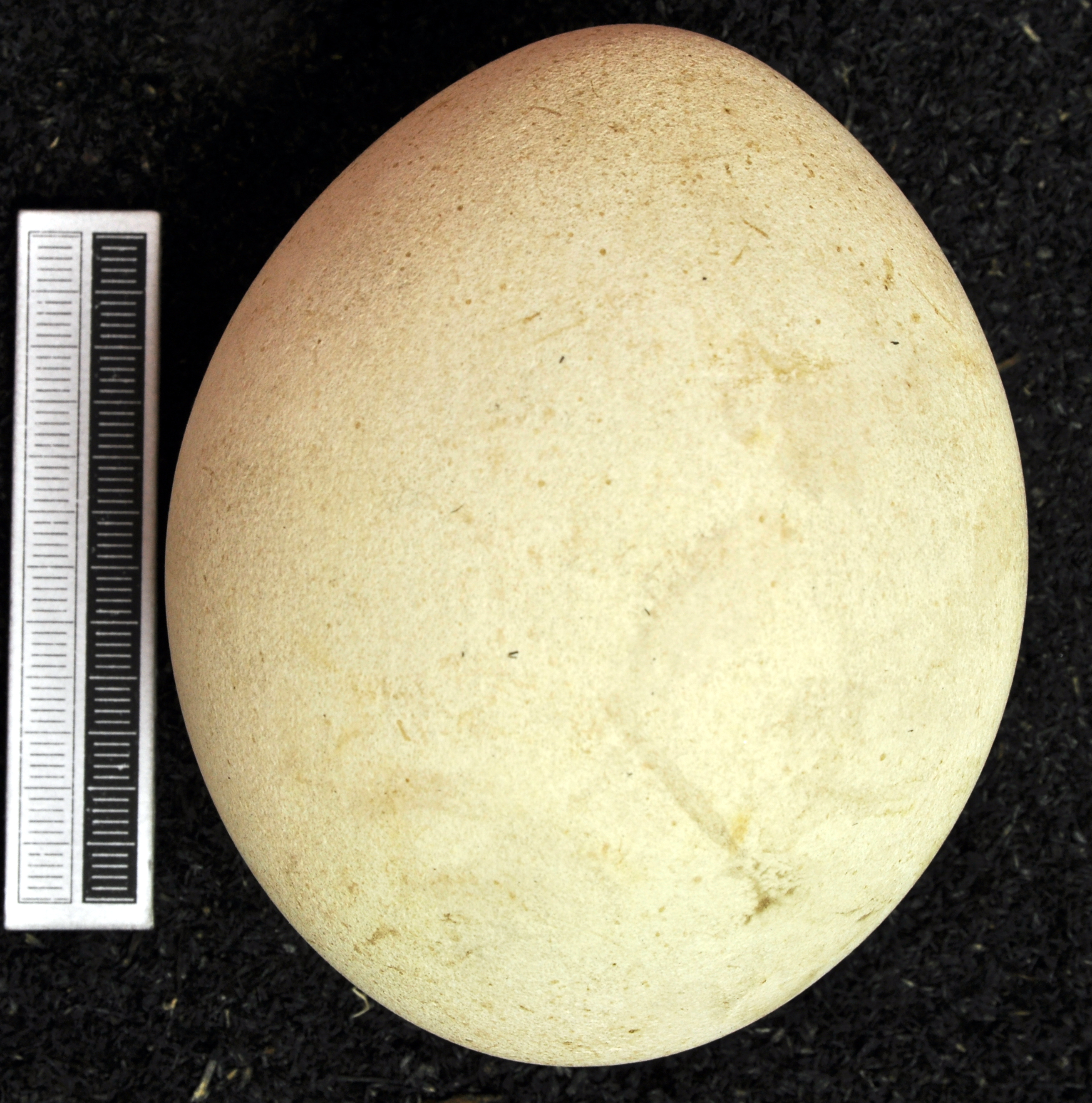
Ei, Sammlung Museum Wiesbaden

Gänsegeier sind sehr gesellig und brüten meist in Kolonien, die mehr als 100 Brutpaare umfassen können. Die Paare verteidigen gegen Artgenossen nur den unmittelbaren Nestbereich. Die Balz besteht aus gemeinsamem Kreisen und „Tandemflügen“, bei denen ein Partner jede Flugbewegung des anderen Vogels kopiert. Gelegentlich nimmt das Männchen etwas Nistmaterial in den Schnabel und folgt dann während einiger Minuten dem Weibchen in der Luft.

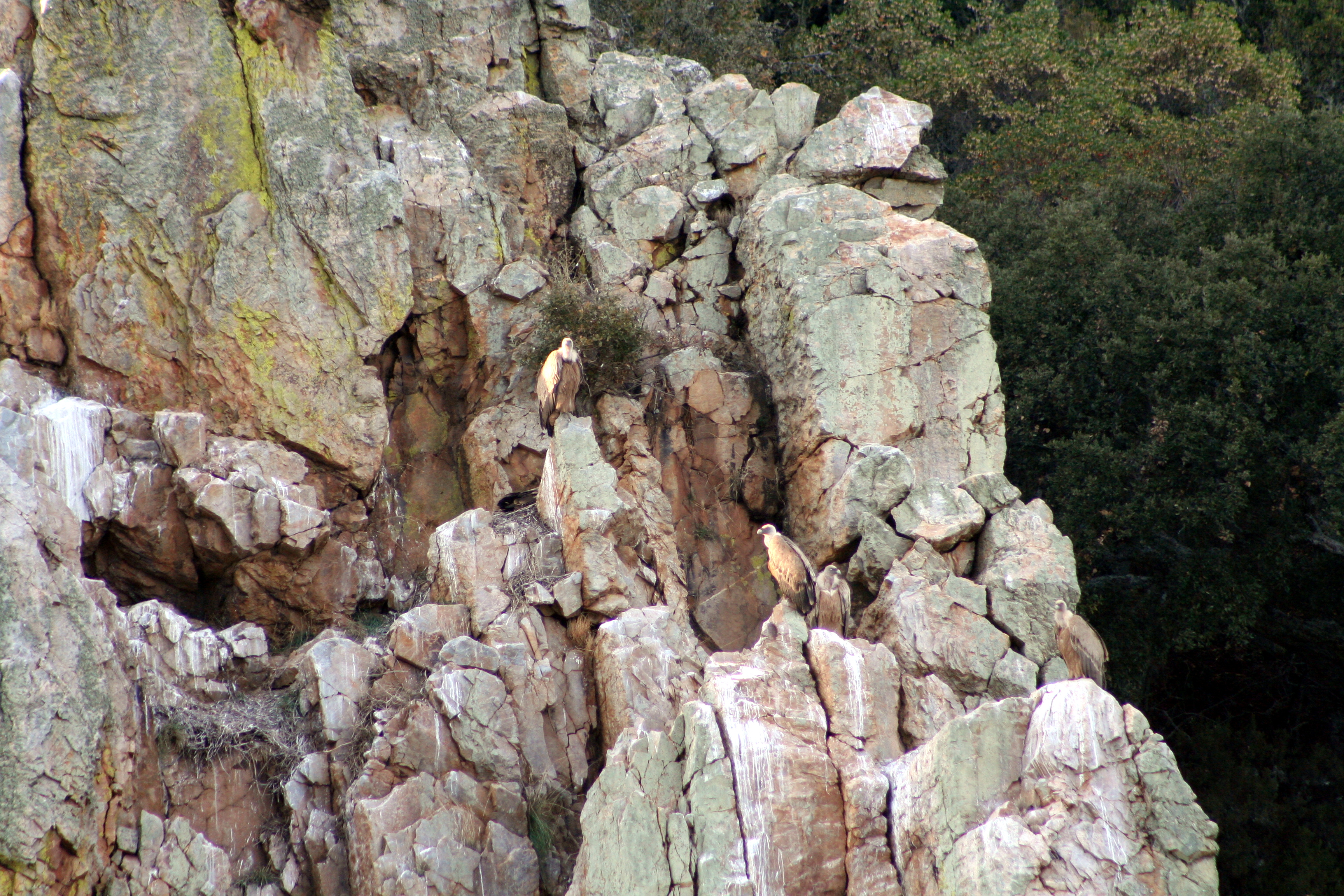
Gänsegeier in einer Kolonie im Parque Nacional de Monfragüe

Die Nester werden in Felswänden auf Bändern unter Überhängen oder in nach vorn offenen Nischen und Höhlen gebaut. Sie bestehen aus Stöckchen und Zweigen und werden mit grünen Zweigen oder Gras ausgelegt. Der Legebeginn fällt im gesamten Verbreitungsgebiet recht einheitlich in den Zeitraum Ende Dezember bis Ende März. Im Nationalpark Monfragüe in Spanien wurde beobachtet, dass Gänsegeier zunehmend Mönchsgeier verdrängen, indem sie deren Nester besetzen.
Das Gelege besteht nur aus einem Ei, das meist reinweiß ist oder selten kleine rotbraune Flecken aufweist. Eier aus Spanien messen im Mittel 92,0 × 70,1 mm, Eier vom Balkan sind annähernd gleich groß. Beide Partner brüten, die Brutzeit dauert 47 bis 57 Tage. Das Junge wird auch abwechselnd von beiden Partnern mit Nahrung versorgt, die im Kropf zum Nest gebracht und dort ausgewürgt wird. Der Jungvogel verlässt das Nest im Mittel nach etwa 135 Tagen, in Südeuropa etwa Mitte Juli bis Mitte August. Er wird noch einige Wochen von den Elternvögeln versorgt und wandert dann ab. Die Abwanderung erfolgt ungerichtet.

## Übersommerung
Gänsegeier übersommern zunehmend auch in verschiedenen Teilen der Alpen. Zumindest seit dem Viehtrieb-Unglück 1878 übersommern 50–150 überwiegend juvenile und immature Gänsegeier in den österreichischen Alpen, vor allem in den Hohen Tauern. Dort ernähren sie sich von Schafkadavern, die auf den dortigen Hochalmen anfallen. Auch in den Julischen Alpen in Italien und Slowenien werden regelmäßig Übersommerer beobachtet. Nach Ergebnissen der Markierung von Nestlingen mit Flügelmarken stammen wohl die meisten dieser alpinen Übersommerer aus Kolonien in Kroatien. Jungvögel von dort wurden bereits im August des Geburtsjahres in Österreich und Italien beobachtet.
Auch in den französischen Seealpen (insbesondere im Nationalpark Mercantour) übersommern zunehmend Gänsegeier. Sie folgen damit dem sommerlichen Viehauftrieb. Die Aufenthaltsdauer umfasst inzwischen den Zeitraum von Mai bis Oktober. Reproduktion wurde hier bis 2017 nicht festgestellt. Bei Gänsegeier-Zählungen im August werden inzwischen im Alpenraum etwa 300 Gänsegeier erfasst.
Auch viele immature Vögel aus den neuen französischen Kolonien im Massif Central und in den Alpen wandern im Sommer an ihren Geburtsorten vorbei, jedoch mehr nach Norden und Nordosten. Ihre sommerlichen Wanderungen folgen offenbar den Gebirgszügen und führen von den östlichen Pyrenäen in das südliche Massif Central und dann weiter in die Alpen, in den Jura, dann nach Norden in die Vogesen und die Ardennen und darüber hinaus. Ein extremes Beispiel einer solchen Nordostwanderung zeigte ein Vogel, der 1998 im Massif Central ausgeflogen ist. Dieser Vogel wurde im Frühjahr 2000 in Südfinnland, mehr als 2000 km nordöstlich seines Geburtsortes, beobachtet. Er hielt sich dann von Ende Juli bis 12. August des Jahres in Litauen auf und wurde nach mehreren Jahren ohne Beobachtung im Mai 2003 wieder im Massif Central nachgewiesen.
Diese Wanderungen machen sich in einer starken Zunahme der Beobachtungen von Gänsegeiern in Mitteleuropa bemerkbar. Beispielsweise wurden in den Niederlanden von 1800 bis 1997 insgesamt nur 11 Individuen beobachtet. Seit 1997 tritt die Art dort alljährlich auf und bereits in den Jahren 2000 und 2001 wurden dort außergewöhnlich hohe Zahlen mit jeweils insgesamt 20 Individuen nachgewiesen. Im Frühjahr 2005 gab es erstmals einen spektakulären Einflug in die Schweiz mit 122 Tieren und Truppgrößen bis 40 Individuen. 2006 erfasste ein solcher Einflug erstmals auch Deutschland, wo ab Anfang Mai insgesamt etwa 164 Exemplare nachgewiesen wurden, der größte Trupp wurde in Mecklenburg-Vorpommern mit 57 Tieren beobachtet. Im Jahr 2006 wurden in der Schweiz mindestens 40 Gänsegeier beobachtet. »Mittlerweile sind sogar Trupps von über 50 Individuen keine Seltenheit mehr.« Einen weiteren sehr starken Einflug gab es 2007 mit mindestens 67 Individuen in Deutschland und 171 in der Schweiz. Über die Ursachen dieser großen Einflüge wurde kontrovers diskutiert, neben der starken Bestandszunahme in Südwesteuropa wurde eine mögliche Ursache auch in strengeren Regelungen zur Beseitigung von Tierkörpern in Spanien ab 2006 gesehen. Die Schweizerische Avifaunistische Kommission hielt dies jedoch für unwahrscheinlich und wies darauf hin, dass die Einflüge nach Mitteleuropa bereits lange vor 2006 begonnen haben, in den letzten Jahren stärker wurden und nach wie vor im Wesentlichen auf den Zeitraum April bis Juli beschränkt sind, während die Nahrung in Spanien ganzjährig zurückging.
Die Herkunft dieser nach Mitteleuropa einfliegenden Vögel konnte auch durch farbmarkierte Tiere belegt werden. Zwischen 1980 und 2002 wurden in der Schweiz 26, in den Italienischen Alpen 20, in Belgien 7, in den Niederlanden 8 und in Deutschland 4 markierte Gänsegeier beobachtet, die wohl fast ausschließlich aus Frankreich oder Spanien stammten.

## Überwinterung
Das Zugverhalten ist offenbar komplex und in vielen Bereichen noch unerforscht. Adulte Gänsegeier sind überwiegend Standvögel, während Jungvögel und immature Vögel in offenbar je nach Population stark variierenden Anteilen Langstrecken- oder Kurzstreckenzieher bzw. Strichvögel sind. Einige Tausend überwiegend junge und immature Tiere ziehen im Herbst über Gibraltar und den Bosporus nach Afrika, das Winterareal reicht dort südwärts bis Senegal, Mali und Niger sowie im Osten bis in den Sudan und Äthiopien. Die Vögel übersommern in den ersten Jahren überwiegend abseits des Geburtsortes, in dieser Zeit werden jedoch andere Kolonien zum Teil weit entfernt vom Geburtsort aufgesucht, wo die Vögel oft einige Tage verbringen. Sie kehren meist wohl erst mit der Geschlechtsreife in die Kolonien in der Umgebung ihres Geburtsortes zurück.

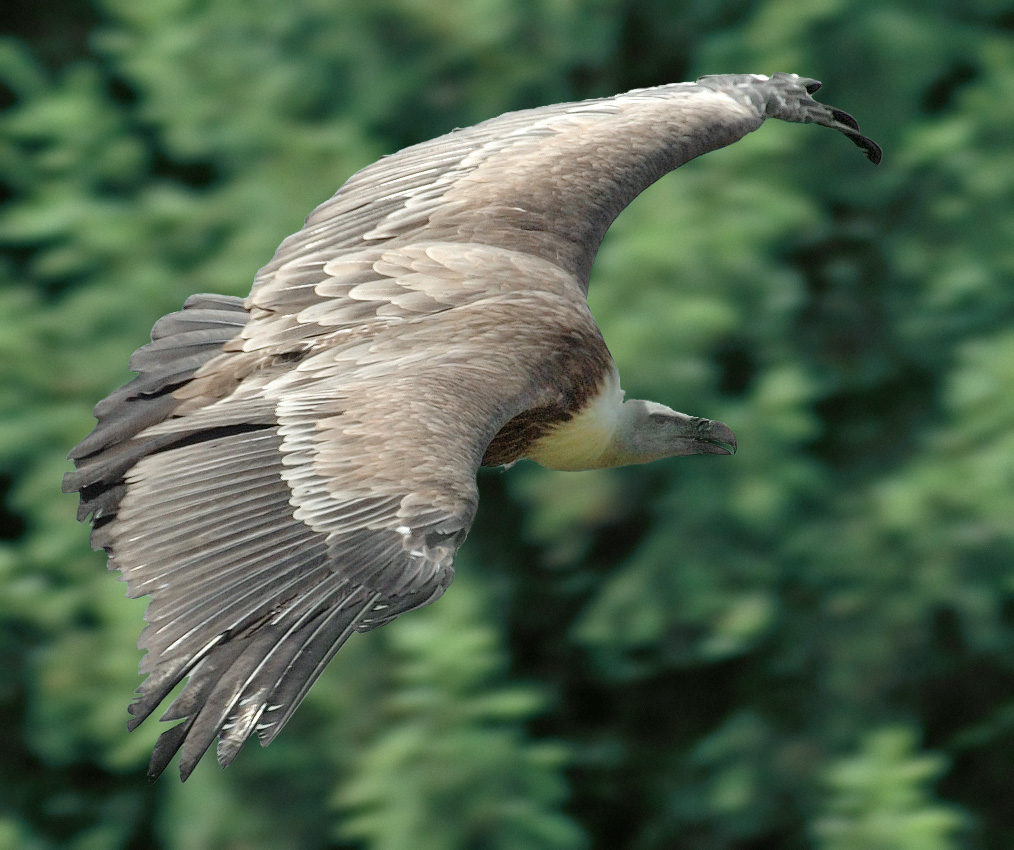
Adulter Gänsegeier im Flug, deutlich hier der eingezogene Hals

In den Jahren 1997 bis 2000 zogen zwischen 1600 und 4600 junge Gänsegeier im Herbst über Gibraltar nach Afrika, der Wegzug erfolgt dort Mitte Oktober bis Mitte November. Demnach blieben zwischen 67 und 89 % der spanischen Jungvögel im Land. Die Tiere überwintern vor allem im Süden Spaniens und halten sich dort in der Umgebung attraktiver Nahrungsquellen auf.
Die in den Alpen übersommernden Gänsegeier verlassen diese im Oktober. Die kroatischen Jungvögel ziehen über Kroatien hinweg nach Südosten und werden im Oktober und November vor allem in Bulgarien und Griechenland beobachtet, Funde jeweils eines Vogels am 14. Oktober des Geburtsjahres in Israel und im November des Geburtsjahres im Tschad belegen jedoch, dass zumindest ein Teil der jungen kroatischen Gänsegeier im Herbst nach Afrika zieht. Einige der jungen und immaturen Gänsegeier wurden auch im Winter in Griechenland, Bulgarien und Italien beobachtet; wo der Großteil der Vögel den Winter verbringt, ist bisher jedoch unbekannt. Ab dem Mai des Folgejahres kehren viele dieser Jungvögel wieder nach Österreich und Italien zur Übersommerung zurück. Einzelne immature kroatische Vögel wurden jedoch auch als Gäste in Kolonien in den französischen Alpen beobachtet. Der Geburtsort wird auch von diesen Vögeln erst wieder bei Erreichen der Geschlechtsreife aufgesucht.

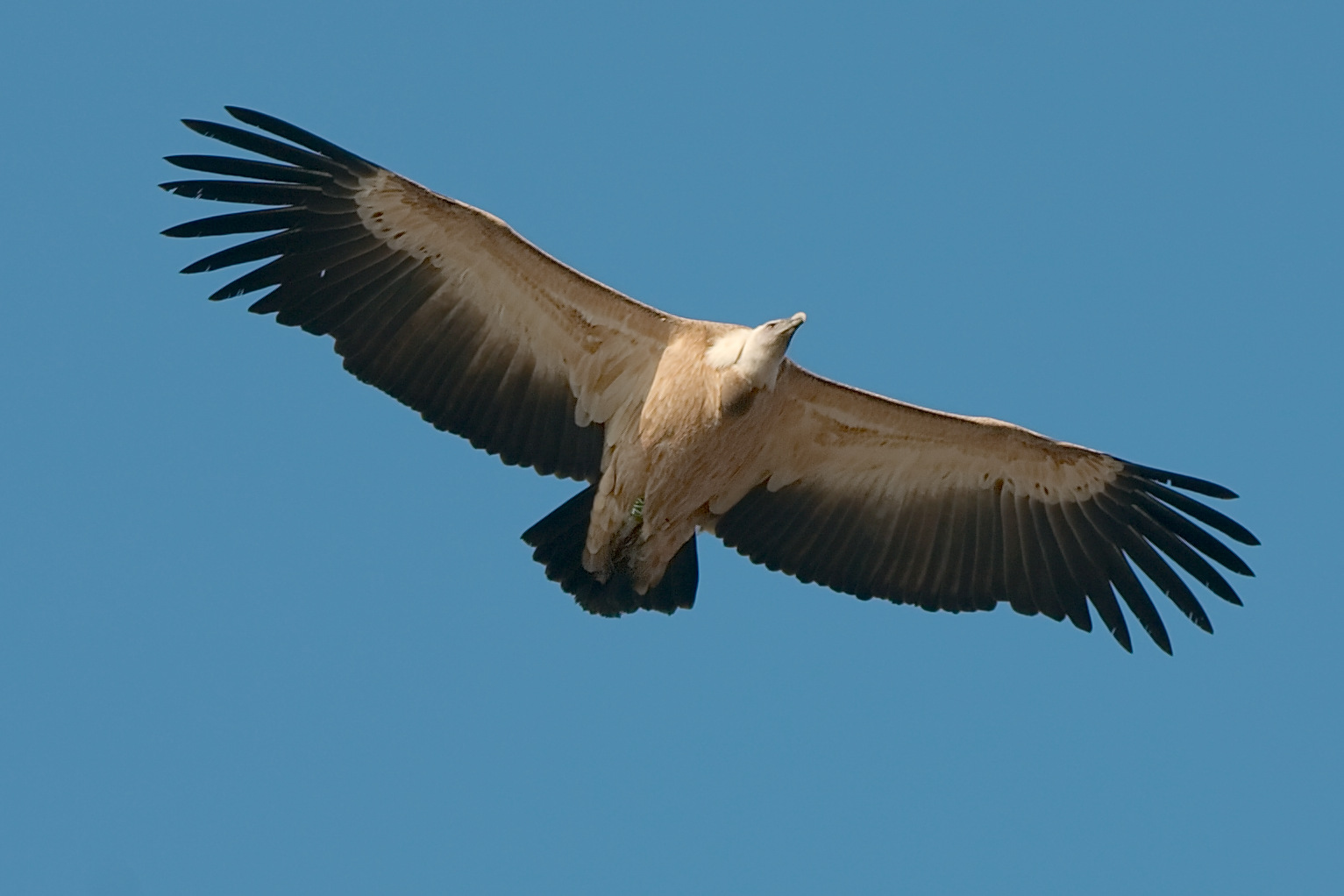
Gänsegeier im Segelflug

## Bestand und Gefährdung

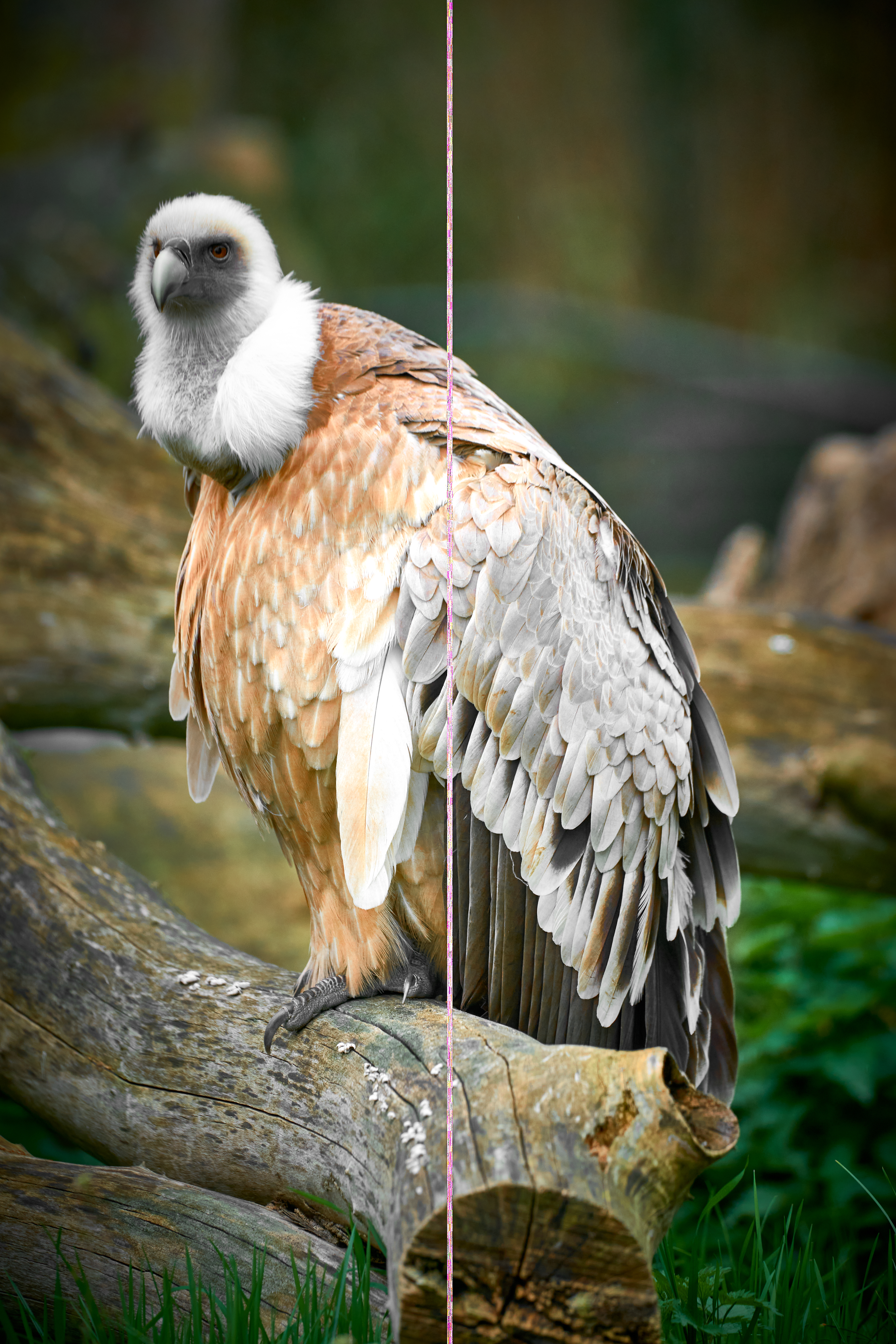
Gänsegeier auf einem gefällten Baum im Zoo Duisburg.

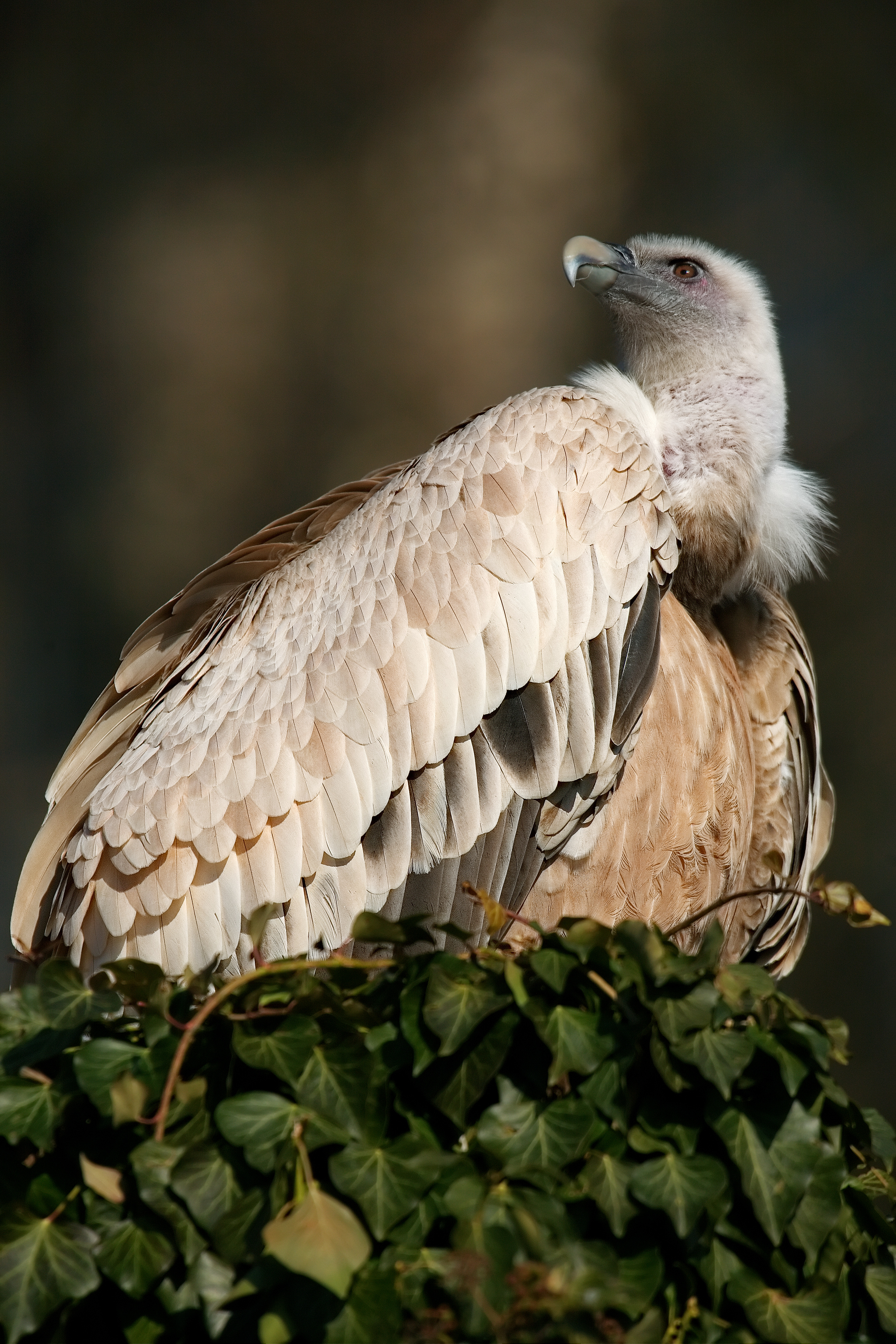
Gänsegeier im Salzburger Zoo. Diese Geier verbringen die Wintermonate am Untersberg, werden aber im Zoo regelmäßig gefüttert.

Der europäische Bestand wurde um das Jahr 2004 auf 23.800–24.100 Brutpaare geschätzt, der Großteil davon lebt in Spanien mit allein etwa 22.500 Paaren. Mehr als 100 Brutpaare gibt es in Ländern Europas ansonsten nur noch in Frankreich (etwa 640 Brutpaare), Portugal (415–422) und Griechenland (170–190). Zum asiatischen Bestand gibt es keine gesicherten Zahlen, der Weltbestand wurde 2008 von Birdlife International grob mit etwa 100.000 Paaren veranschlagt.
Bestand und Verbreitung in Europa waren in historischer Zeit weit größer, das Verbreitungsgebiet reichte auch viel weiter nach Norden. Für Baden-Württemberg ist ein Brutvorkommen im Mittelalter oder in der frühen Neuzeit auf der Schwäbischen Alb belegt, vermutlich war die Art in Deutschland damals aber viel weiter verbreitet. Noch Anfang des 20. Jahrhunderts brütete die Art im Massif Central, in der Vojvodina, in Moldawien, der westlichen Ukraine und Südost-Polen und war in Rumänien und Bulgarien ein verbreiteter Brutvogel. Außer in Bulgarien (29 Paare im Jahr 2002) war die Art bis Ende der 1960er Jahre dort überall verschwunden. Als Hauptursache für die Arealschrumpfung im Norden des Verbreitungsgebietes seit dem Mittelalter gilt neben verbesserter Weidehygiene auch eine Klimaverschlechterung. Ab Ende des 19. Jahrhunderts war der Bestandsrückgang zumindest in Südosteuropa aber vor allem auf die flächendeckende Bekämpfung des Wolfs mit Giftködern zurückzuführen. Giftköder stellen bis heute die größte Gefährdung auch der Restbestände in Süd- und Südosteuropa dar. So starben auf Zypern von 51 tot gefundenen Gänsegeiern 80 % durch Pestizidvergiftungen, davon allein 36 im Jahr 1996. Im darauf folgenden Jahr halbierte sich daraufhin die Zahl der Brutpaare von 16 auf 8 und blieb seitdem praktisch unverändert.
Der größte Bestand Europas konnte sich in Spanien halten, er belief sich 1979 auf etwa 3200 Paare. Durch konsequenten Schutz der Brutkolonien und die Bekämpfung der illegalen Verfolgung stieg der Bestand seitdem stark an, 1999 wurde er wie oben erwähnt auf etwa 22.500 Paare geschätzt.
In Frankreich wurde 1968 ein Projekt zur Wiedereinbürgerung des Gänsegeiers im südlichen Zentralmassiv gestartet. Auswilderungen begannen dort 1980, ab 1996 wurden außerdem auch Gänsegeier in den französischen Alpen freigelassen. Zwischen 1980 und 1986 wurden im Massif Central insgesamt 61 überwiegend immature und adulte Vögel ausgewildert, ab 1993 bis 2002 dort und in den französischen Alpen weitere 148. Diese Programme waren sehr erfolgreich. Die erste Brut wurde im Zentralmassiv bereits 1982 festgestellt, dort stieg der Brutbestand danach kontinuierlich an auf 110 Brutpaare im Jahr 2003. In den französischen Alpen wuchs der Bestand nach der ersten Brut 1998 auf 36–38 Paare im Jahr 2003 an.
Eine neue Gefährdung des Gänsegeiers ist die Nutzung der Windenergie. So wurden in Windparks in Nordspanien von 2000 bis 2006 732 getötete Gänsegeier gefunden, bis September 2016 insgesamt 1892.
Weltweit betrachtet die Nichtregierungsorganisation International Union for Conservation of Nature and Natural Resources (IUCN) diese Art heute als ungefährdet.

## Erforschung
Ein Institut, das sich auf die Erforschung des Gänsegeiers spezialisiert hat, war das von Goran Sušić geleitete „Eko-Centar Caput Insulae“ in Beli (Kroatien) auf der Insel Cres, welches 2013 geschlossen wurde. Seitdem führt Sušić seine Arbeit im „Birds of Prey Conservation Centre“ bei Senj weiter, welches sich ebenfalls der Erhaltung und Erforschung dieser und verwandter Arten widmet.

## Archäologie

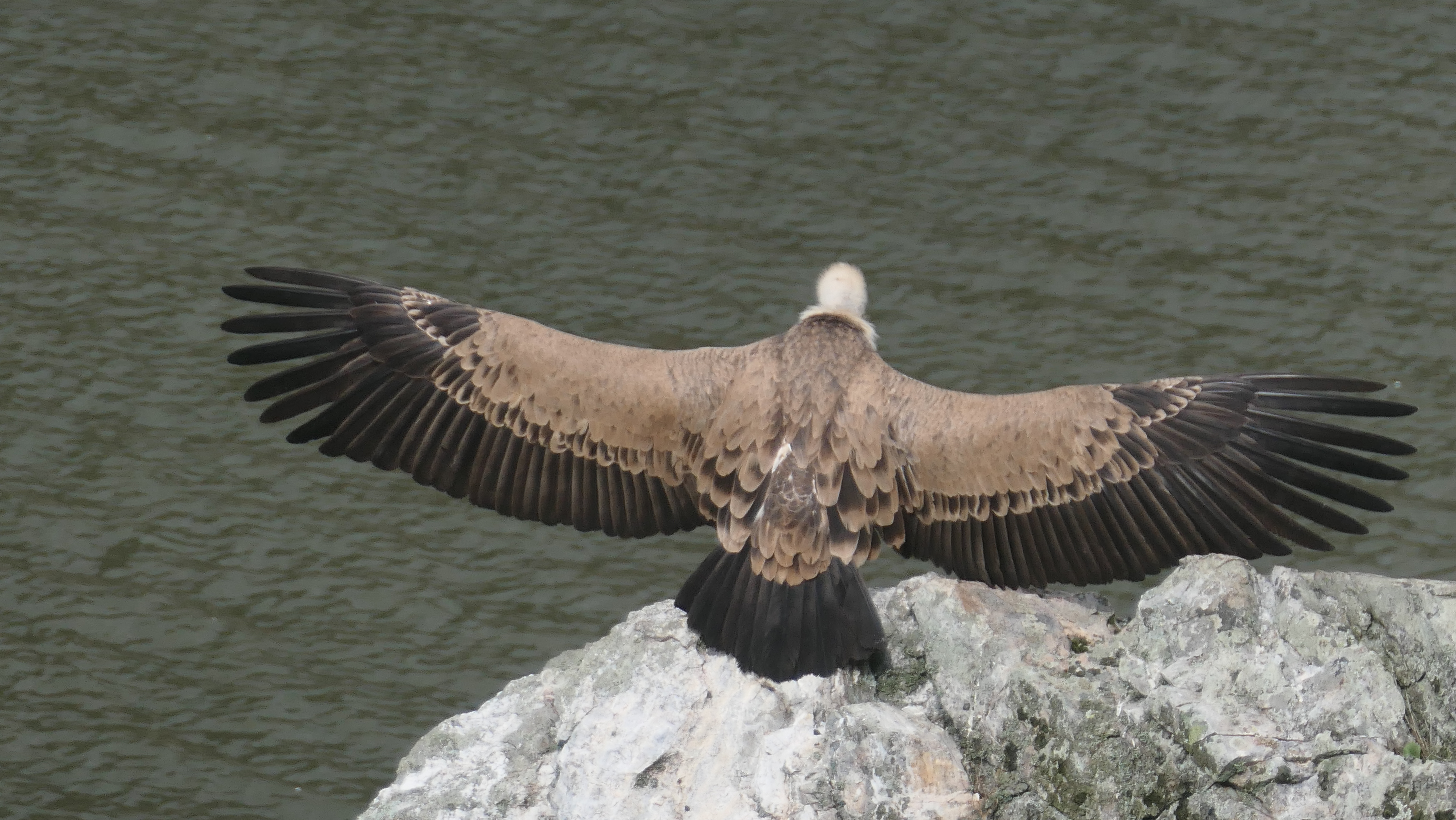
Gänsegeier mit Federkleid von hinten im Nationalpark Monfragüe (Spanien)

Eines der ältesten Musikinstrumente der Welt, die Knochenflöte aus Schicht Vb der Höhle Hohler Fels (Alb-Donau-Kreis), wurde aus einem Flügelknochen eines Gänsegeiers hergestellt. Die Flöte gehört in die jungpaläolithische Kulturstufe des Aurignacien und wird auf ca. 35–40.000 Jahre vor heute datiert.